# Шляхівська сільська рада (Кегичівський район)
Шляхівська сільська́ ра́да — адміністративно-територіальна одиниця та орган місцевого самоврядування в Кегичівському районі Харківської області. Адміністративний центр — село Шляхове.

## Загальні відомості
- Шляхівська сільська рада утворена в 1991 році.
- Територія ради: 49,445 км²
- Населення ради: 1 039 осіб (станом на 2001 рік)

## Населені пункти
Сільській раді підпорядковані населені пункти:
- с. Шляхове
- с. Артемівка
- с. Козачі Майдани

## Склад ради
Рада складається з 14 депутатів та голови.
- Голова ради: Абраменко Ірина Пилипівна
- Секретар ради: Тищенко Лідія Сергіївна

### Керівний склад попередніх скликань
| Прізвище, ім'я, по батькові | Основні відомості                                                         | Дата обрання | Дата звільнення |
| --------------------------- | ------------------------------------------------------------------------- | ------------ | --------------- |
| Закіпна Ольга Іванівна      | Сільський голова, 1956 року народження, член Народної партії              | 26.03.2006   | 25.11.2009      |
| Абраменко Ірина Пилипівна   | Сільський голова, 1969 року народження, освіта вища, член Партії регіонів | 31.10.2010   |                 |

Примітка: таблиця складена за даними сайту Верховної Ради України

### Депутати
За результатами місцевих виборів 2010 року депутатами ради стали:

#### За суб'єктами висування
| Суб'єкт висування                                       | Кількість обраних депутатів | %    |
| ------------------------------------------------------- | --------------------------- | ---- |
| Партія регіонів                                         | 10                          | 71,4 |
| Політична партія Всеукраїнське об'єднання «Батьківщина» | 3                           | 21,4 |
| Самовисування                                           | 1                           | 7,1  |

#### За округами
| № округу                                                | Прізвище, ім'я, по батькові   | Дата визнання обраним | Освіта             | Партійна приналежність | Відомості про обраного депутата                          |
| ------------------------------------------------------- | ----------------------------- | --------------------- | ------------------ | ---------------------- | -------------------------------------------------------- |
| Партія регіонів                                         |                               |                       |                    |                        |                                                          |
| 1                                                       | Тищенко Лідія Сергіївна       | 04.11.2010            | вища               | член Партії регіонів   | Шляхівська сільська рада, секретар                       |
| 2                                                       | Міловська Світлана Іванівна   | 04.11.2010            | середня            | член Партії регіонів   | ВПЗ с. Шляхове, поштар                                   |
| 4                                                       | Довгопол Вікторія Петрівна    | 04.11.2010            | середня            | член Партії регіонів   | ВПЗ с. Шляхове, поштар                                   |
| 5                                                       | Поляков Андрій Петрович       | 04.11.2010            | середня            | член Партії регіонів   | СГП «Цукрове», робітник                                  |
| 6                                                       | Рогач Тетяна Петрівна         | 04.11.2010            | вища               | член Партії регіонів   | загальноосвітня школа с. Шляхове, вчитель                |
| 7                                                       | Прикорень Надія Олексіївна    | 04.11.2010            | середня            | член Партії регіонів   | лікарня смт Чапаєве, санітарка                           |
| 8                                                       | Мовчан Алла Миколаївна        | 04.11.2010            | вища               | член Партії регіонів   | Шляхівська сільська рада, землевпорядник                 |
| 11                                                      | Сябро Людмила Миколаївна      | 04.11.2010            | середня спеціальна | член Партії регіонів   | фельдшерсько-акушерський пункт с. Артемівка, завідувачка |
| 12                                                      | Савченко Анатолій Олексійович | 04.11.2010            | середня            | член Партії регіонів   | ФГ «Паритет А», механізатор                              |
| 13                                                      | Апончук Лідія Демидівна       | 04.11.2010            | середня            | член Партії регіонів   | Артемівсь-ка сільська бібліотека, завідувачка            |
| Політична партія Всеукраїнське об'єднання «Батьківщина» |                               |                       |                    |                        |                                                          |
| 3                                                       | Береза Ірина Геннадіївна      | 04.11.2010            | середня            | позапартійна           | тимчасово не працює                                      |
| 9                                                       | Приходько Лариса Миколаївна   | 04.11.2010            | середня            | позапартійна           | ФГ «Паритет А», кухар                                    |
| 10                                                      | Савосіна Тетяна Максимівна    | 04.11.2010            | середня            | позапартійна           | тимчасово не працює                                      |
| Самовисування                                           |                               |                       |                    |                        |                                                          |
| 14                                                      | Калітіна Надія Володимирівна  | 09.01.2011            | середня            | позапартійна           | тимчасово не працює                                      |